# Achille François du Chastellet
Pour les autres membres de la famille, voir Famille d'Urfé.
Achille François de Lascaris d'Urfé, marquis du Chastellet dit « Du Châtelet », né le 3 novembre 1759 au Château de la Bastie d'Urfé, à Saint-Étienne-le-Molard (Loire), mort en prison le 17 avril 1794 à Paris, est un général de division de la Révolution française.

## Biographie
Il est le dernier descendant de la famille d'Urfé.

### Avant la Révolution
À l'âge de dix-sept ans, le 9 février 1777, il commence sa carrière militaire, comme sous-lieutenant en second au régiment du roi. Il suit François Claude Amour, marquis de Bouillé en qualité d'aide de camp durant la guerre d'Indépendance américaine. Le 21 août 1784, il est nommé mestre de camp au 2e régiment de chasseurs des Vosges.

### Sous la Révolution
Il est nommé colonel le 25 juillet 1791 au 10e régiment de chasseurs à cheval, et promu général de brigade le 9 mars 1792, puis général de division le 7 septembre suivant. Il pose sa candidature au ministère de la Guerre en février 1793, mais Pierre Riel de Beurnonville remporte le portefeuille par 356 voix contre 216 pour Achille François de Lascaris d'Urfé, marquis du Chastellet. Le 12 septembre 1793, à cause de ses origines nobles, on le contraint à donner sa démission. Il est suspecté de complicité avec le général Charles-François Dumouriez sous les ordres duquel il a servi quelques années auparavant.
Très lié avec Condorcet, ce jeune homme érudit, imbu des idées républicaines qu'il a ramenées d'Amérique, collabore à son journal Le Républicain dont l'existence est brève (1791). Il est aussi l'ami d'Étienne Clavière et de Jacques Pierre Brissot. Ces amitiés le perdent : il est arrêté le 15 septembre 1793. Il croupit dans sa geôle, où semble-t-il on l'a oublié. Fatigué d'attendre, démoralisé, très atteint par l'exécution du général Nicolas Luckner et de tant d'autres de ses compagnons d'armes, rendu dépressif par ce long séjour en prison, il se suicide le 17 avril 1794, en avalant du poison, à trente-quatre ans.